# Ad Perpetuam Memoriam
Ad Perpetuam Memoriam var ett svenskt skivbolag med säte i Borlänge. Bolaget var aktivt under 1990-talet och gav ut skivor i genren progressiv rock. Bland de artister man har gett ut kan nämnas Kultivator och In the Labyrinth.

### Fotnoter
1. ↑  ”Ad Perpetuam Memoriam”. Rate Your Music. http://rateyourmusic.com/label/ad_perpetuam_memoriam/. Läst 19 maj 2012.
2. ↑  ”Ad Perpetuam Memoriam”. Discogs.com. http://www.discogs.com/label/Ad+Perpetuam+Memoriam. Läst 19 maj 2012.